# Джонсон, Глори
Глори Бэсси Джонсон (англ. Glory Bassey Johnson; род. 27 июля 1990, Колорадо-Спрингс, Колорадо) — американская профессиональная баскетболистка, выступающая за турецкую команду «Бешикташ Стамбул». Была выбрана на драфте ВНБА 2012 года под общим четвёртым номером клубом «Талса Шок». Играет на позиции тяжёлого форварда.

## Ранние годы
Глори родилась 27 июля 1990 года в городе Колорадо-Спрингс (Колорадо) в семье Удофота и Мерси Бэсси Джонсон, у неё есть старшие брат Айзек и три сестры — Дороти, Джуди и Грейс. В детстве её семья перебралась в город Ноксвилл (штат Теннесси), там она посещала среднюю школу Уэбб, в которой играла за местную баскетбольную команду.
14 августа 2014 года баскетболистка Б. Грайнер объявила об обручении со своей давней подругой Глори Джонсон. В апреле 2015 года пара была арестована по обвинению в нападении и хулиганстве после того, как полиция разнимала драку в округе Марикопа, штат Аризона, в ходе которой обе получили незначительные травмы. 8 мая 2015 года они поженились в Финиксе, столице штата Аризона. 4 июня 2015 года стало известно, что Джонсон беременна их первенцем с помощью ЭКО. 5 июня 2015 года Грайнер подала на аннулирование брака, указав причиной «мошенничество и принуждение». 29 июня после УЗИ стало известно, что у Джонсон будет двойня. 12 октября 2015 года у Глори Джонсон родились девочки-двойняшки, Эйва Саймон и Солей Дием. В апреле 2016 года суд обязал Грайнер выплачивать бывшей супруге алименты на содержание детей в размере около 2,5 тысячи долларов в месяц. В июне того же года брак Грайнер и Джонсон был официально расторгнут